# Neuromodulare
Neuromodularea este procesul fiziologic prin care un anumit neuron folosește una sau mai multe substanțe chimice pentru a regla diverse populații de neuroni. Neuromodulatorii se leagă de obicei de receptorii metabotropi cuplați cu proteina G (GPCR) pentru a iniția o cascadă de semnalizare a unui al doilea mesager care induce un semnal larg, de lungă durată. Durata acestei modulări variază de la câteva sute de milisecunde până la câteva minute. Unele dintre efectele neuromodulatoarilor includ: modificarea activității de excitabilitate intrinsecă, creșterea sau scăderea curenților voltaj-dependenți, modificarea eficacității sinaptice, creșterea activității de degradare și reconfigurarea conectivității sinaptice. 
Principalii neuromodulatori de la nivelul sistemului central sunt: dopamină, serotonină, acetilcolină, histamină, noradrenalină, oxid nitric și unele neuropeptide. Studiile recente ar indica și faptul că substanțele canabinoide sunt neuromodulatori SNC puternici. Neuromodulatorii pot fi depozitați la nivelul veziculelor și eliberați de către neuroni, secretați sub formă de hormoni și transportați prin intermediul sistemului circulator. Un neuromodulator poate fi conceptualizat ca fiind un neurotransmițător care nu este recaptat la nivelul neuronilor presinaptici sau care este rapid degradat într-un metabolit. Unii dintre acești compuși ajung să rămână un timp îndelungat la nivelul lichidului cefalorahidian (LCR), influențând sau modulând activitatea altor neuroni din creier.